# Ekeby vattentorn

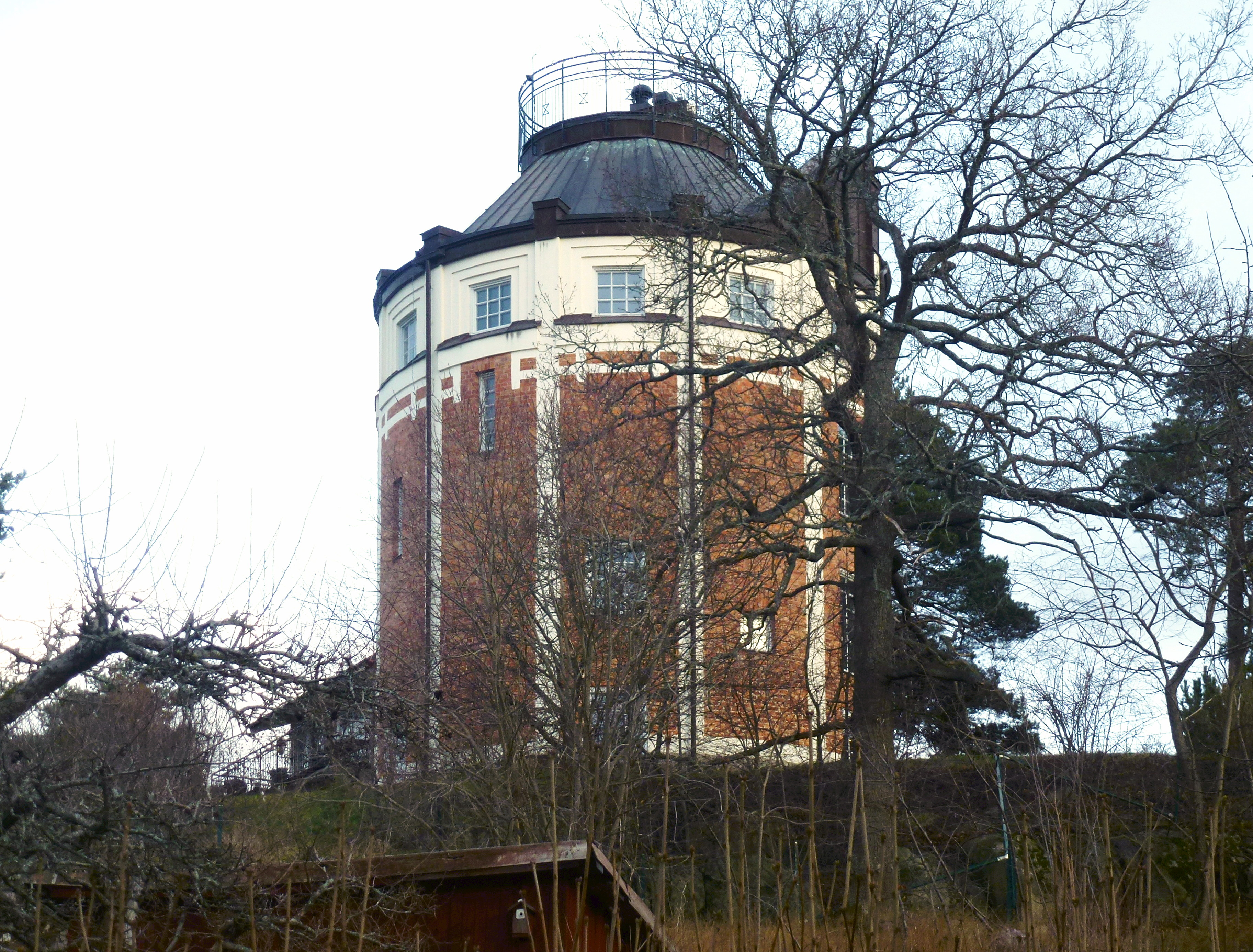
Ekeby vattentorn, december 2013.

Ekeby vattentorn står på en liten kulle i kvarteret Grimhild i villaområdet Ekeby, strax nordväst om Ekebysjön i Djursholm, Danderyds kommun. Vattentornet uppfördes 1908 efter ritningar av arkitekt Axel Bergman. År 1965 torrlades vattentornets bassäng. Tornet inrymmer sedan 1995 en privatbostad.

## Historik

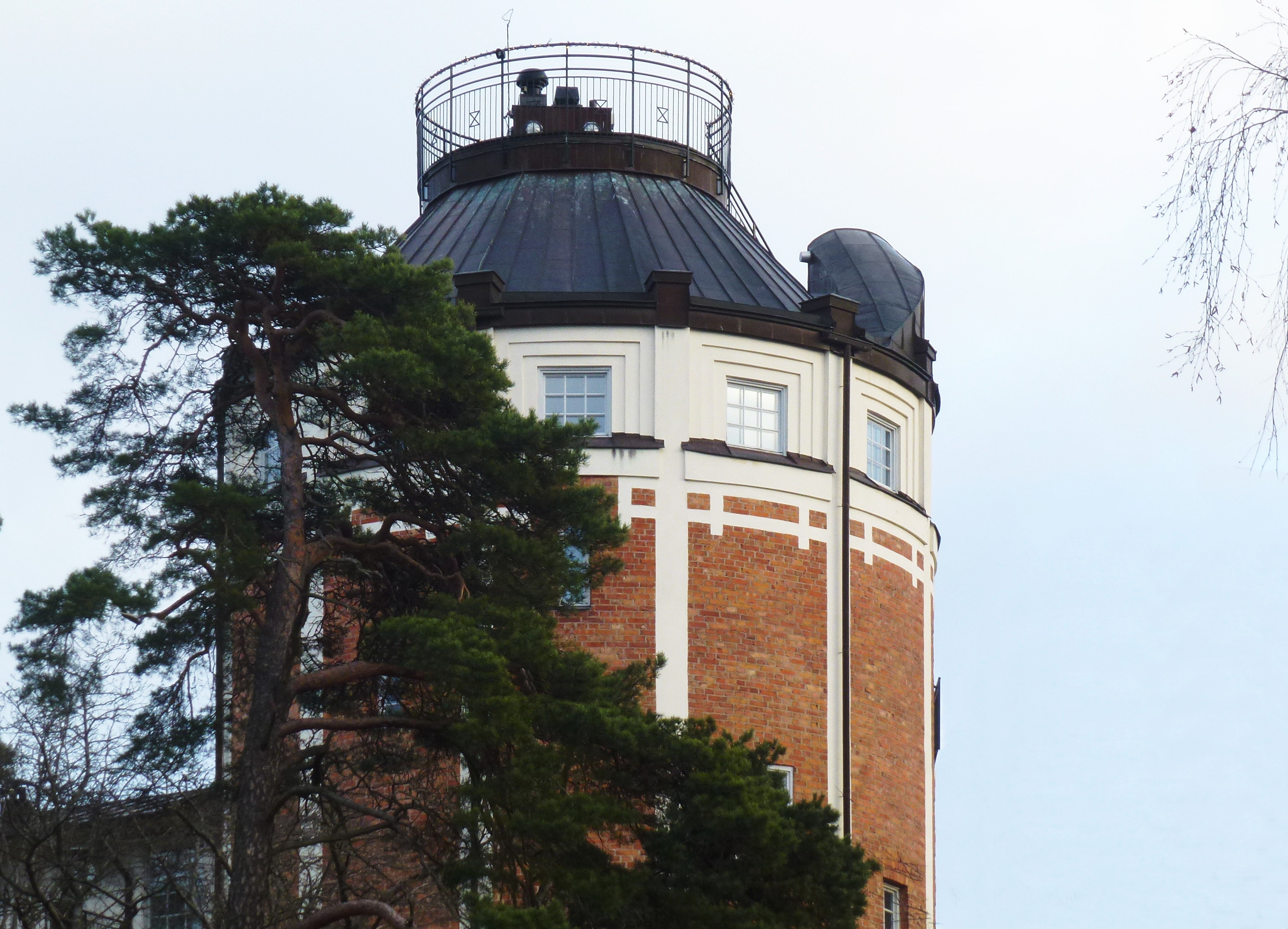
Ekeby vattentorn, december 2013.

Vattenförsörjningen i det nya villasamhället Djursholm ordnades till en början med hjälp av egna eller några allmänna brunnar. När Djursholms AB år 1889 började med sin tomtförsörjning utlovade man vattenledning och det första vattentornet (Djursholms vattentorn) togs i drift år 1890. Råvattnet hämtades från Ösbysjön.
Vattenkapaciteten i Djursholms vattentorn blev dock snart för liten när invånarantalet i Djursholm växte. För att möta kraven byggdes Ekeby vattentorn som tog sitt vatten från sjön Norrviken via en 10 kilometer lång vattenledning. Samtidigt kopplades även Djursholms vattentorn till den nya vattentäkten. Enligt en samtida tidningsuppgift var vattnet kristallklart, välsmakande och hade jämn temperatur året om. Tornet invigdes år 1908, dess arkitekt var Axel Bergman. Han ritade en rund tegelbyggnad med pilaster och putsad överdel med fönster runtom, där bassängen fanns. Taket är konformigt och plåttäckt. 
De båda tornen försörjde under många år Djursholm med dricksvatten och deras ledningar var hopkopplade. År 1960 togs Djursholms vattentorn ur bruk och 1965 kopplades Ekeby vattentorn från ledningsnätet. Trycket i ledningarna började istället upprätthållas med hjälp av pumpar. Vattnet levererades då från Görvälns vattenverk vid Mälaren.

## Tornet idag
Fram till 1990-talet var Ekeby vattentorn  i kommunens ägo, då omvandlades parkmarken i kvarteret Grimhild till tomtmark. Tornet köptes av UN Arkitekter som lät bygga om det till en exklusiv privatbostad i tre våningsplan. Exteriören är välbevarad, så när som på några nya fönster i ytterväggarnas tegelpartier. Grimhild ingår i ett större område som av Danderyds kommun år 2003 har klassats som ”särskilt värdefullt ur kulturhistorisk synpunkt”. Där omnämns fastigheten Grimhild 14 (vattentornet) som ”värdefull byggnad”.